# Jukagirski jezici
Jukagirski jezici malena jezična porodica iz istočnog Sibira. Obuhvaća (2) malena jezika kojima se služe Jukagiri, to su sjeverni i južni jukagirski. Govore se na području Jakutije i poluotoka Kamčatka u Rusiji. Danas su gotovo nestali: 10 do 50 govornika (1995 M. Krauss, 1989 popis) od 130 (1995 M. Krauss, 1989 popis) etničkih južnih Jukagira; 30 do 150 govornika (1995 M. Krauss, 1989) sjevernojukagirskog jezika. 

## Vanjske poveznice
- Ethnologue (14th)
- Ethnologue (15th)
- Tree for Yukaghir  Arhivirana inačica izvorne stranice od 17. rujna 2008. (Wayback Machine)